# Vacanze per amanti
Vacanze per amanti (Holidays for Lovers) è un film del 1959 diretto da Henry Levin. Per il ruolo di Mary Dean furono considerate prima Gene Tierney e poi Joan Fontaine, entrambe dovettero declinare per problemi di salute lasciando il posto a Jane Wyman.

## Trama
Il dottor Dean, psicologo di Boston, ha due figlie, Meg e Betsy. Meg, la figlia maggiore, parte per un viaggio in Sud America e da San Paolo invia un telegramma per informare la famiglia che ha deciso di fermarsi e di studiare architettura sotto la guida del professor Edoardo Barroso. L'enfasi con cui descrive il celebre e attempato architetto fa insospettire il padre, tanto da convincersi che la figlia sia sul punto di sposarlo. Dean, con la moglie e la figlia minore, volano quindi in Brasile per cercare di impedire il matrimonio, ma all'arrivo scopriranno che in realtà la figlia è innamorata di Carlos, figlio dell'architetto. Tra i coniugi, le due figlie e Carlos si moltiplicano i malintesi e alla fine i genitori devono rassegnarsi ad accettare il genero. Non solo: anche Betsy, innamorata di un aviatore statunitense di stanza a San Paolo, è decisa a sposarsi al più presto.